# Dicaeum maugei
El picaflor de Maugé (Dicaeum maugei) es una especie de ave paseriforme de la familia Dicaeidae propia de las islas menores de la Sonda y las Molucas sudoccidentales. 

## Distribución y hábitat
Se encuentra diseminado por algunas islas menores de la Sonda y Molucas sudoccidentales como Nusa Penida, Lombok, Timor, Roti, Atauro, islas Barat Daya, Leti y Babar. Su hábitat natural son los bosques húmedos tropicales.